# Morta Mindaugienė
Morta Mindaugienė (* um 1210 oder 1215 im Saulės-Land; † 1262 in Vilnius (?)) war eine litauische Adlige, die einzige Königin Litauens (1253–1263), Ehefrau des litauischen Königs Mindaugas (1203–1263). Sie hatten die Söhne Vaišelga, Rūklys, Rupeikis. Morta wurde in der Livländischen Reimchronik urkundlich erwähnt, dass sie Andreas von Stirland begrüßte, der aus Riga ankam. Morta mit ihrem Ehemann Mindaugas wurden im Sommer 1253 gekrönt. Dann wurde das Königreich Litauen, formal ein christlicher Staat, gegründet.

## Andenken
- Königin Morta-Preis (Karalienės Mortos premija) der Stiftung  Lietuvos kultūros fondas, seit 1993[2]
- Denkmal an Morta und Mindaugas in Aglona (Lettland), 2015